# Евангелическо-лютеранская епархия в Норвегии

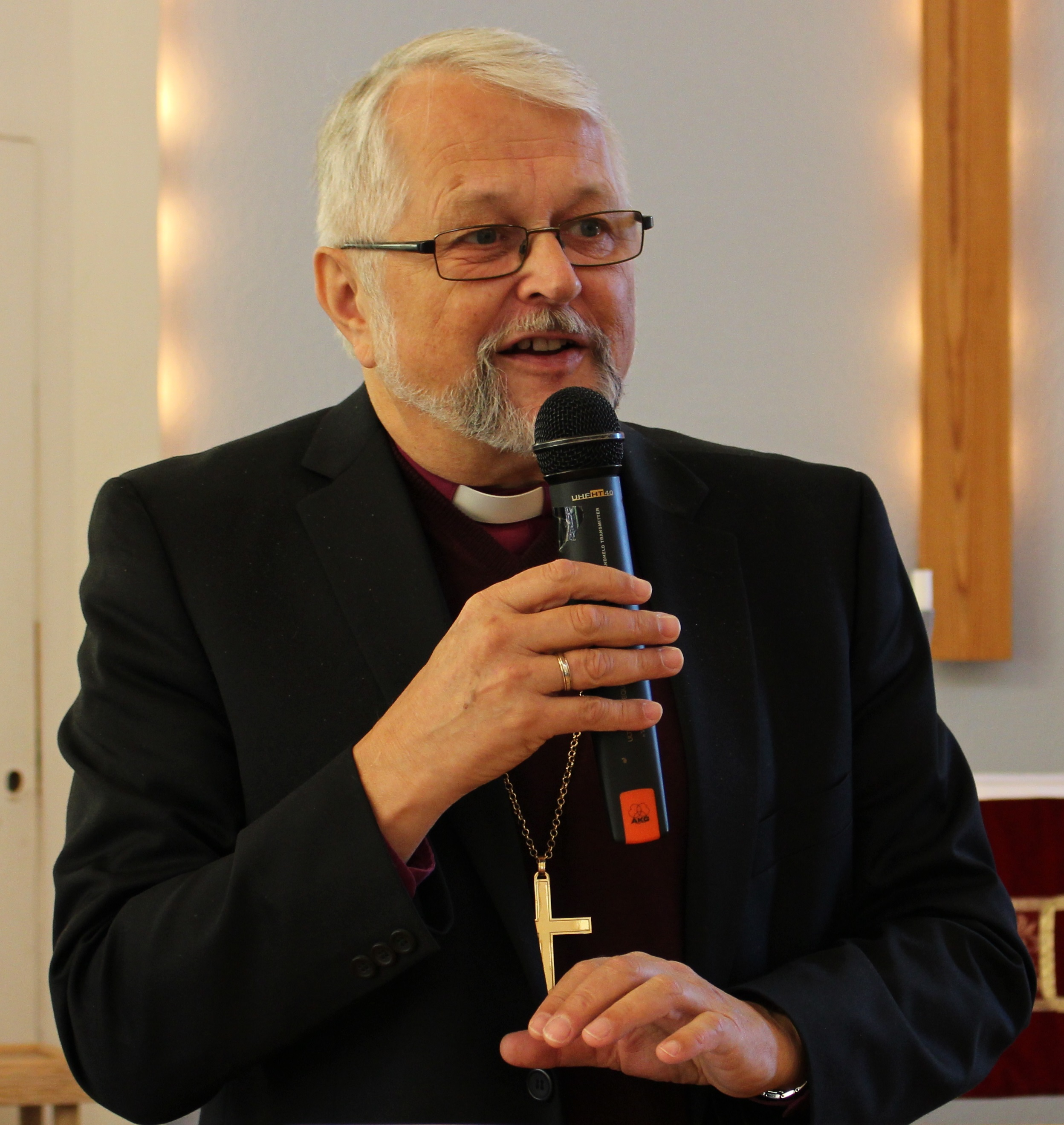
Епископ Тор Хенрик Вит

Евангелическо-лютеранская епархия в Норвегии (норв. Det evangelisk-lutherske stift i Norge, DelsiN) — независимая конфессиональная лютеранская церковь в Норвегии.

## История
Образована в Кёутукейну в 2013 году, отпочковавшись от Церкви Норвегии в изгнании (Страндебармского пробства). Церковь возглавил епископ Тор Хенрик Вит (норв. Thor Henrik With). Епархия находится в общении кафедры и алтаря с Миссионерской провинцией Швеции и Евангелическо-лютеранской миссионерской епархией Финляндии. Епархия является членом Европейской лютеранской конференции и Международного лютеранского совета.

## Приходы
Юрисдикция DelsiN распространяется на пять общин в городах Балсфьорд, Драммен, Кёутукейну, Тромсё и Трондхейм.